# Прапор Марганця
Пра́пор Ма́рганця — один з офіційних символів міста Марганець Марганецької міської ради Дніпропетровської області, затверджений у 17 серпня 2001 р. № 621-40/ХХІІ рішенням Марганецької міської ради.
Прямокутне полотнище з співвідношенням сторін 2:3 складається з трьох вертикальних рівновеликих смуг — малинової, білої та малинової, на білому тлі герб міста (висотою 1/3 сторони прапора).
Автор — І. З. Березовський.